# Bangana gedrosicus
Bangana gedrosicus är en fiskart som först beskrevs av Erich Zugmayer 1912.  Bangana gedrosicus ingår i släktet Bangana och familjen karpfiskar. Inga underarter finns listade.